# 陸超祺
陆超祺（1925年—2024年3月19日），广西宾阳人，1949年毕业于北京大学史学系。历任《人民日报》记者、编辑、评论员、总编室主任、副总编辑。撰有《六四内部日记》。

## 生平
1943年，陆超祺响应国民政府“十万青年十万军”的号召，在广西靖西县参军，在营部当文书。
1945年日本投降后，陆超祺随部前往东北沈阳，1946年就读于北京大学历史系。求学期间，陆超祺积极参加中国共产党领导的学生社团活动。1948年初，经同学岳麟章介绍，陆超祺在北大加入中共地下党。
1949年1月，北平和平解放，陆超祺被选调到中共中央机关报《人民日报》当记者。上海战役期间，陆超祺被派往上海采访，成为《人民日报》驻上海第一任记者。
1950年朝鲜战争爆发，《人民日报》组成一个包括林韦、谭文瑞、陆超祺、姚力文、田流、张荣安在内的记者团赴朝鲜战场前线，进行战地采访工作。从志愿军政治部赶往汉城的路上，李庄和陆超祺完成了一篇文章《从平壤到汉城》。1952年2月至3月，陆超祺和李庄共同署名发表了《在汉城》《“皇家重坦克营”的覆灭》《锦江南岸的战歌》通讯，独立采写《钢铁第三连——汉江南岸战斗纪实之三》等报道。
陆超祺历任《人民日报》记者、编辑、评论员、总编室主任，1986年升任副总编辑。陆超祺是1984年国庆大典上“小平您好”照片最终见报的拍板者。六四事件时，《人民日报》社长钱李仁、总编辑谭文瑞同时请病假，陆超祺实质主持报社的工作，之后退休。
2024年3月19日，陆超祺因病医治无效，在北京逝世，享年99岁。

## 主要作品
撰有通讯《党保证我们走向胜利》，评论《通过先进与落后的对比促进生产》《思路更广些更活些》等。
《六四内部日记》是前《人民日报》副总编辑陆超祺在六四天安门事件前后的日记整理稿，讲述当时人民日报社自1989年4月15日前中共中央总书记胡耀邦病逝开始，至1989年6月19日人民日报社领导班子被撤换为止的所见所闻。1999年六四10周年时完书，于2006年初经香港卓越文化出版社出版，约二十万字。由于当时人民日报社有多名记者留守北京，陆超祺在特殊岗位上也掌握着来自方方面面的信息、尤其是高层领导的指示，故书中载有多项未有发表的第一手新闻资料。